# ヒュンダイ・グレース
グレース (GRACE、朝: 그레이스) は、大韓民国の自動車会社、現代自動車により製造・販売されていた小型キャブオーバー型ワンボックス車である。
ポーターは、同車の小型キャブオーバー型トラック仕様に相当する。

## 初代 AH系 (1986年 - 2004年)
1986年12月に三菱・P系デリカバン、及びスターワゴンをベースとして登場。エクステリアデザインはベース車のデリカとほぼ変わらないものであったが、韓国国内の法規の関係もあり4列シート/12人乗り仕様も用意されていた。価格は9人乗りの標準仕様が685万ウォン（約76万7832円）、12人乗りの標準仕様が695万ウォン（約77万9042円）で販売された。
同年3月に登場したベスタに対抗するため、サイクロンディーゼルエンジン（D4BX型）を搭載するなどし、韓国において、ワンボックスカーで初となるマルチ回転シートを採用した。元々ベース車のデリカのようなショートボディモデルも存在したが、販売は好調ではなく廃番となった。
1990年3月には、韓国においてワンボックスカーで初となる4速自動変速機がオプションで設定された。発売当初は手動変速機しか用意されていなかったが、これにより利便性が向上した。
1992年9月には、グレンジャー（LX）が搭載していたシリウスエンジンをLPG仕様に改造したシリウスLPGエンジン（L4CS型）が追加され、選択の幅が拡大した。直線を多用し、角が目立つことから「角グレース」と呼ばれた。
1993年3月には、フェイスリフトを実施し、曲線を多用、ヘッドランプも4灯式から2灯式に変更し、アンチロック・ブレーキ・システム（ABS）とリミテッド・スリップ・デフ（LSD）を追加した。このフェイスリフトを機に韓国では通称「ニュー・グレース」と呼ばれるようになる。更にはワゴン/バンともにロングボディが追加された。同年8月には、15人乗りのツアー仕様が追加され、韓国において、ワンボックスカー初となる85馬力のターボディーゼルエンジン（D4BF型）も追加された。
1994年3月には、Tディーゼルエンジン（D4BA型）が追加され、1995年2月には、カンガルーバーとドアインパクトビームを採用して安全性を向上させた1995年型が発表された。同年7月11日には、ターボディーゼルエンジン（D4BF型）がオプションで追加され、1996年4月には、雙龍・イスタナやキア・プレジオなどの新型の競合車が発売されたのに合わせ、外装デザインの一部（フロントバンパー/ヘッドランプ/テールランプの意匠等）が変更された。 
1997年1月には、T2ディーゼルエンジン（D4BB型）を追加して性能を向上させ、同年3月には、ボンネットを備えるなど欠点を改良したスタレックスが発売され、イメージを低価格帯のワンボックスカーに変更した。
2000年2月には、ホイールがスタレックスと同一のデザインに変更され、同年11月からは生産が現代自動車蔚山広域市工場から起亜自動車光州広域市工場に移され、プレジオと混流生産された。
2002年12月半ばには、フロントバンパーを85mm延長して安全性を向上させ、衝突時にドアを簡単に開けられるよう、運転席と助手席のドアハンドルを改良した2003年型が発表された。首都圏の一部地域ではバスとしても利用された。
2003年12月には、ほとんどのモデルが安全性と排気ガス規制に適合できず、スタレックスに吸収統合される形で生産終了となったが、15人乗りのツアー仕様は2004年1月まで生産され、2月まで在庫対応分が販売された。トルコでは、1997年から2006年まで生産された。

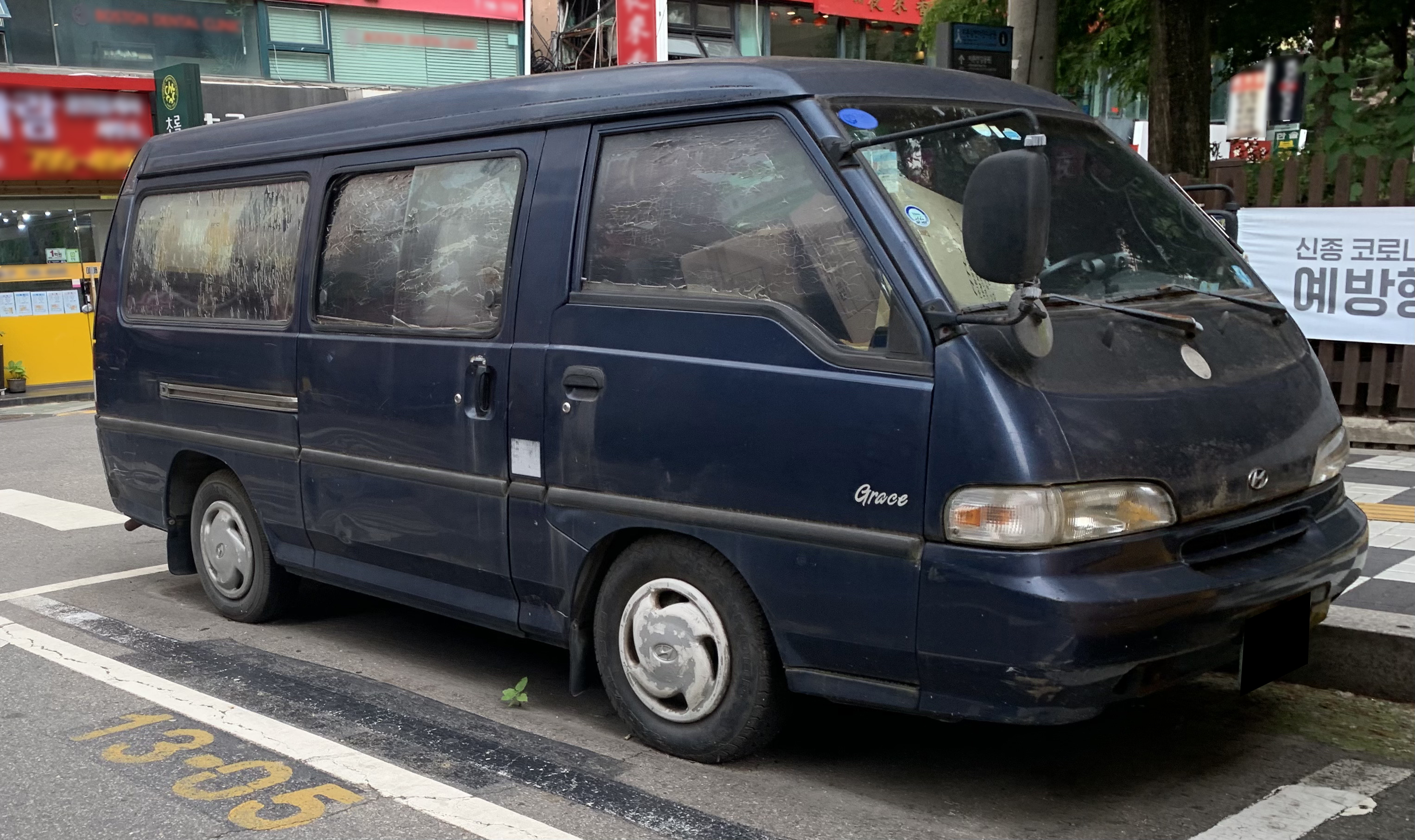
1993年3月改良型 ツアー
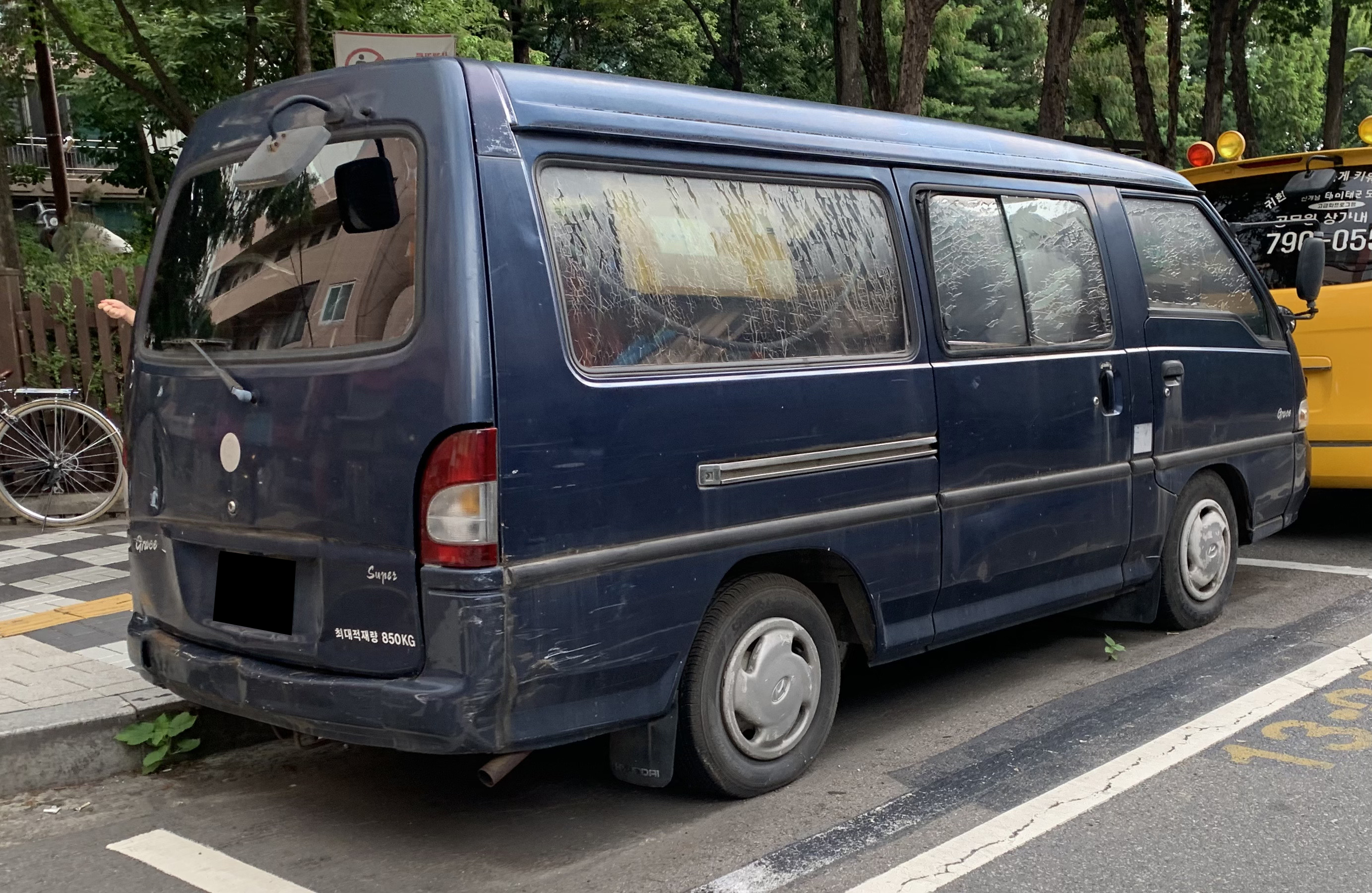
1993年3月改良型 ツアー
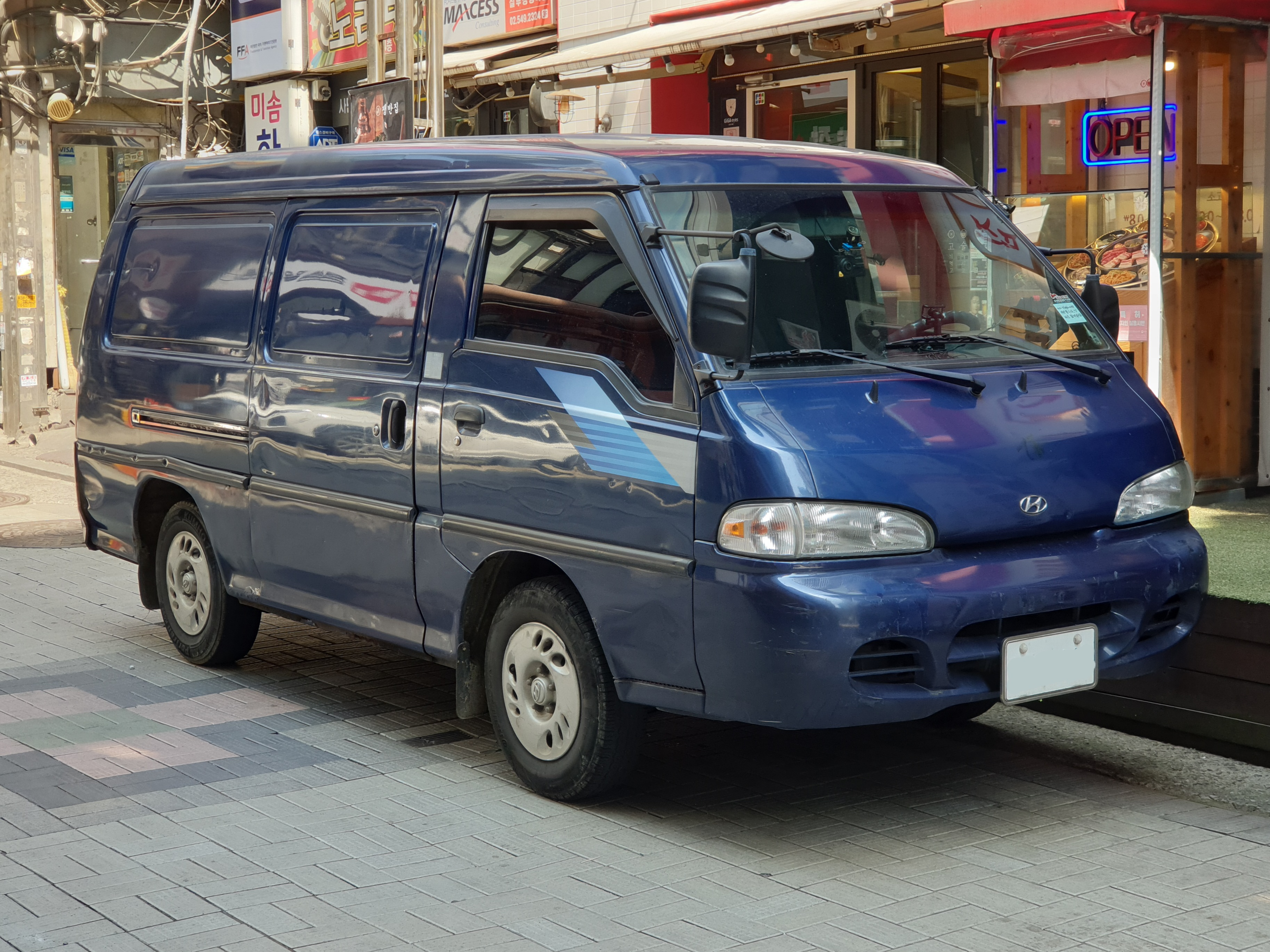
1996年4月改良型 バン
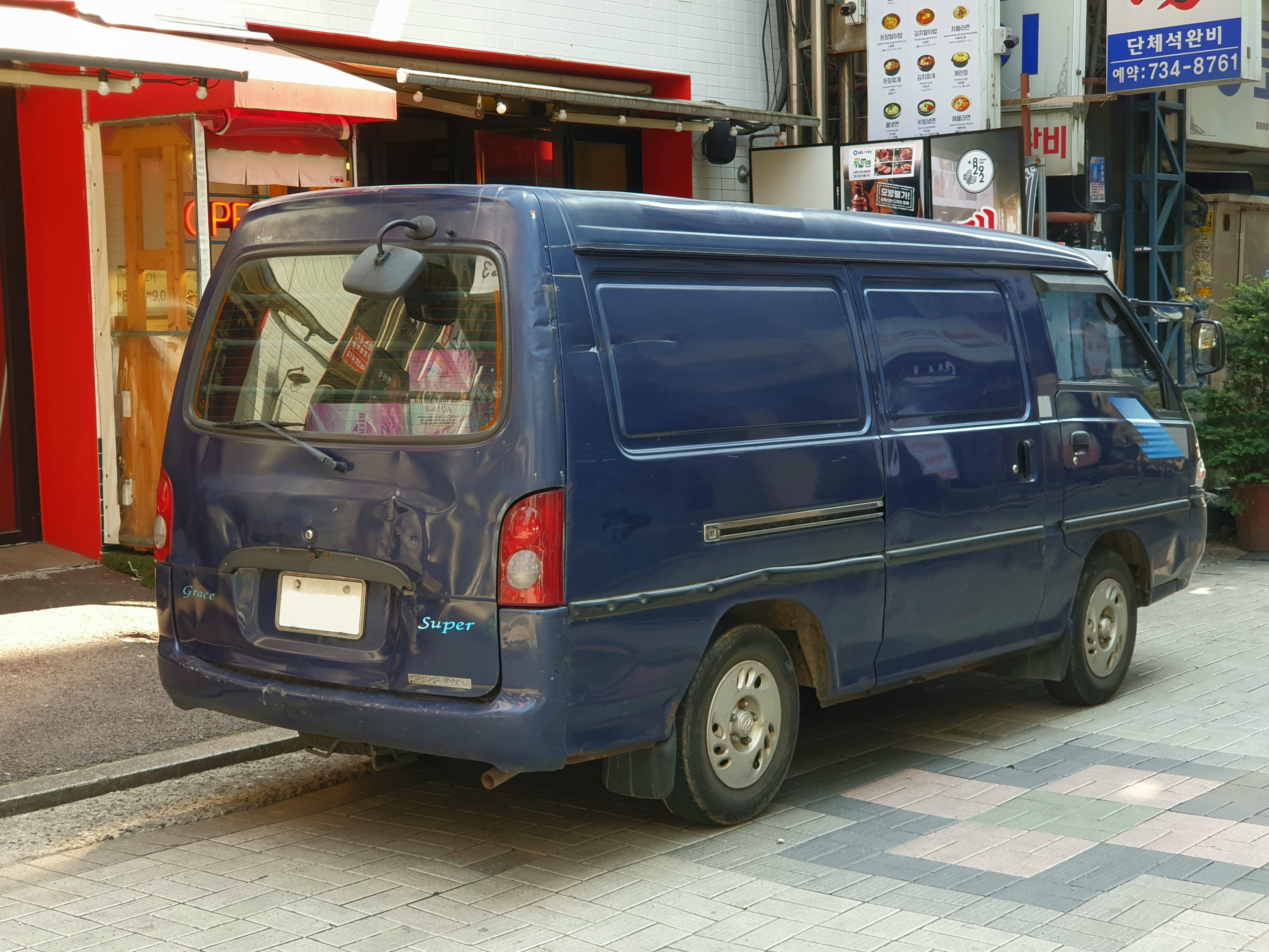
1996年4月改良型 バン
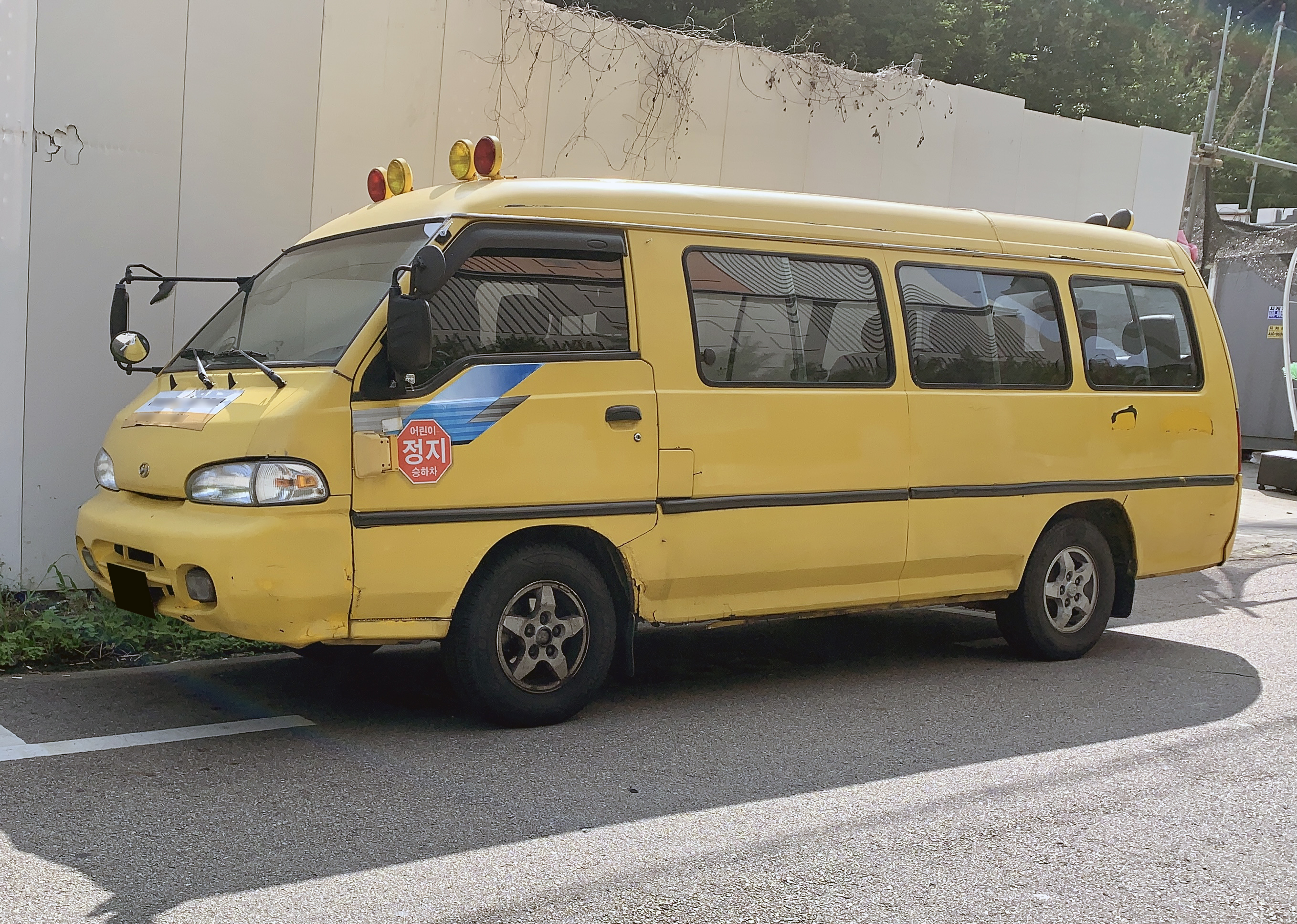
2000年10月改良型 ツアー
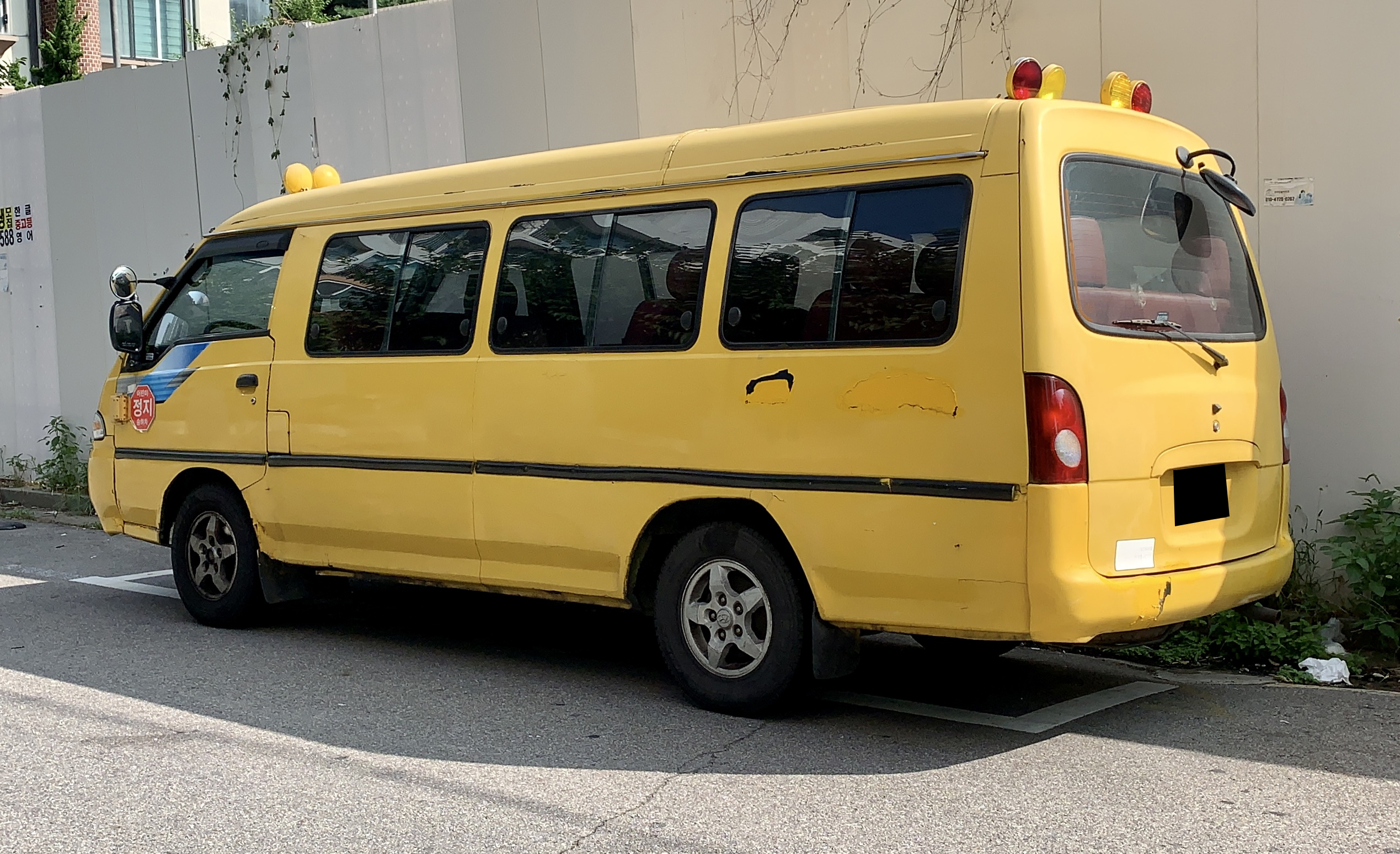
2000年10月改良型 ツアー